# Kvarteret Cephalus

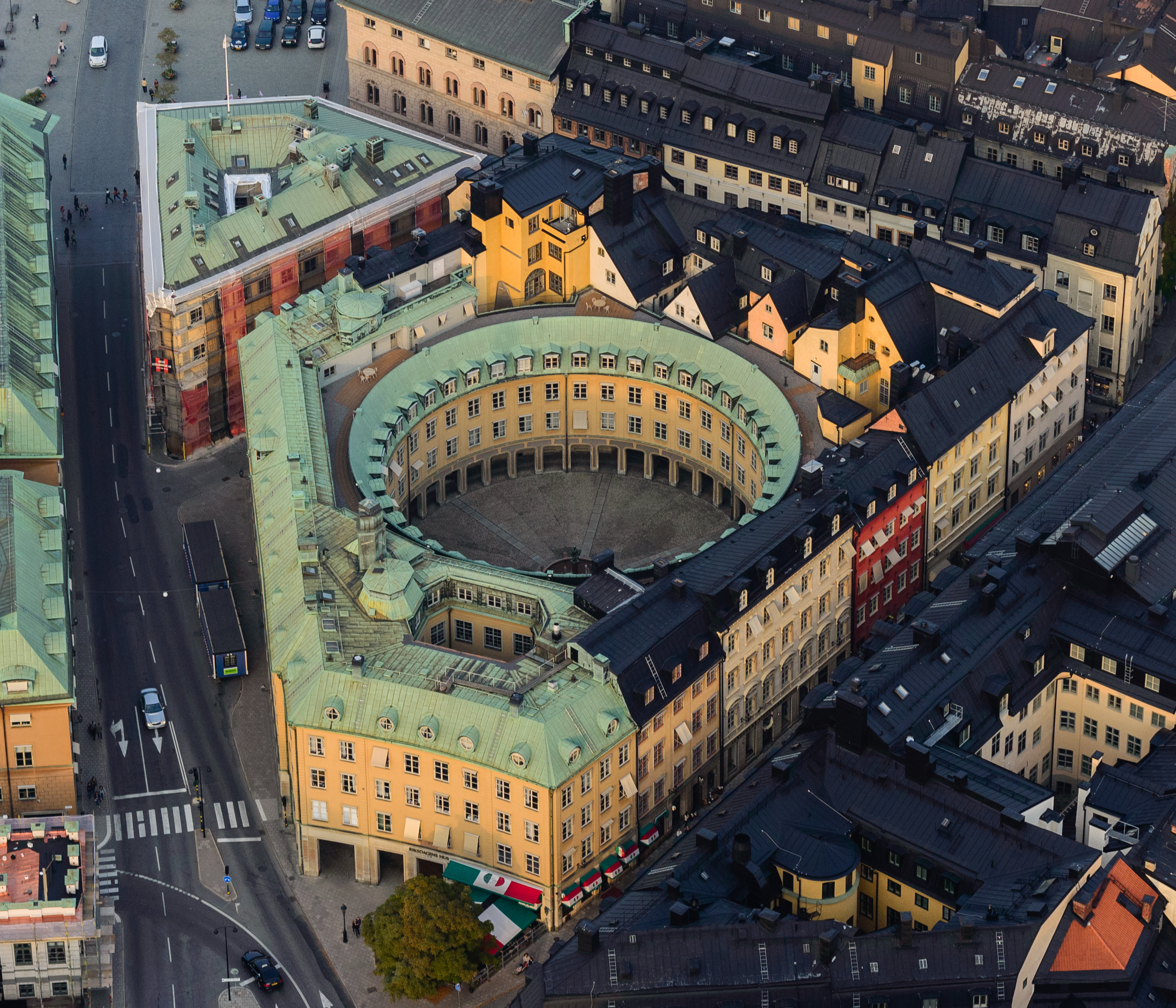
Flygbild över kvarteret Cephalus.

Kvarteret Cephalus ([uttal saknas]) är ett kvarter i norra delen av Gamla stan i Stockholm med läge mellan Myntgatan, Salviigränd, Västerlånggatan och Storkyrkobrinken. Kvarterets bebyggelse revs 1945 i samband med nybyggandet av Kanslihusannexet.
Kefalos var i den grekiska mytologin son till Hermes som hade gåvan att kunna förvandla sig. Han nyttjade denna förmåga för att sätta sin makas trohet på prov.

## Historik

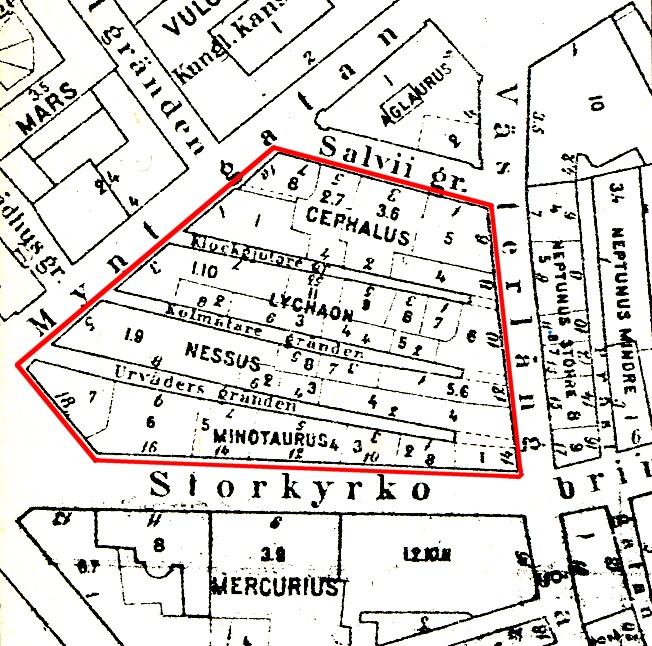
Kvarteret Cephalus före regleringen

År 1942 beslöt riksdagen att ett annex till dåvarande kanslihuset skulle uppföras som innebar rivning av bebyggelsen i de fyra berörda kvarteren samt utplåning av tre gränder inom kvarteren. Rivningen av bebyggelsen inom kvartert Cephalus  vållade stora protester och berörde även grannkvarteren Lychaon, Nessus och Minotaurus. En av de häftigaste motståndarna var Vera Siöcrona, “Vera i Vintappargränd” som Evert Taube besjungit. Protesterna öppnade ögonen hos allmänheten för Gamla stans särart. Ur "kampen om Kolmätargränd" föddes Hembygdsföreningen Gamla stan.

## Bevarad bebyggelse
Striden hade inte tagit hänsyn till att byggnadsbeståndet var i mycket dåligt skick samt att en del av kvarterens västra sida redan var riven. Kanslihusannexets arkitekt, Arthur von Schmalensee, räddade ett tiotal hus längs Västerlånggatan och Storkyrkobrinken, genom att foga in dem i den nya stora byggnaden som upptar hela kvarteret.  I de gamla bevarade husen finns vackra bjälklag och unika kalkmålningar från 1600- och 1700-talen som har konserverats. Även de tre avklippta grändernas öppningar (Klockgjutargränd, Kolmätargränd och Stenbastugränd) mot Västerlånggatan finns kvar.

## Kanslihusannexbyggnaden
Von Schmalensees byggnad har en cirkelrund stenlagd innergård med en diameter av cirka 20 meter, därunder befinner sig ett garage. Inspiration kom från den cirkelrunda Politigården i Köpenhamn byggd 1924. Gårdens mitt smyckas av Ivar Johnssons skulptur “Morgon” som restes 1962.  Den cirkelrunda formen återkommer i svängda korridorer som ger en rationell planlösning och sammanbinder hela komplexet. Fasaderna gestaltade von Schmalensee i en klassicistisk karaktär som anslöt till 1700-talets putsarkitektur på de omgivande äldre husen och till det några år äldre Kanslihuset på andra sidan gatan, ett stilval som dock inte gillades av fackfolket.
Kanslihusannexet blev klart 1950 och rymde först flera departement, senare enbart finansdepartementet, där Gunnar Sträng arbetade i 21 år. Idag finns i Förvaltningshuset, som det numera heter, lokaler för riksdagen, främst för socialdemokraterna. Den runda platsen fick namnet Brantingtorget.

## Bilder

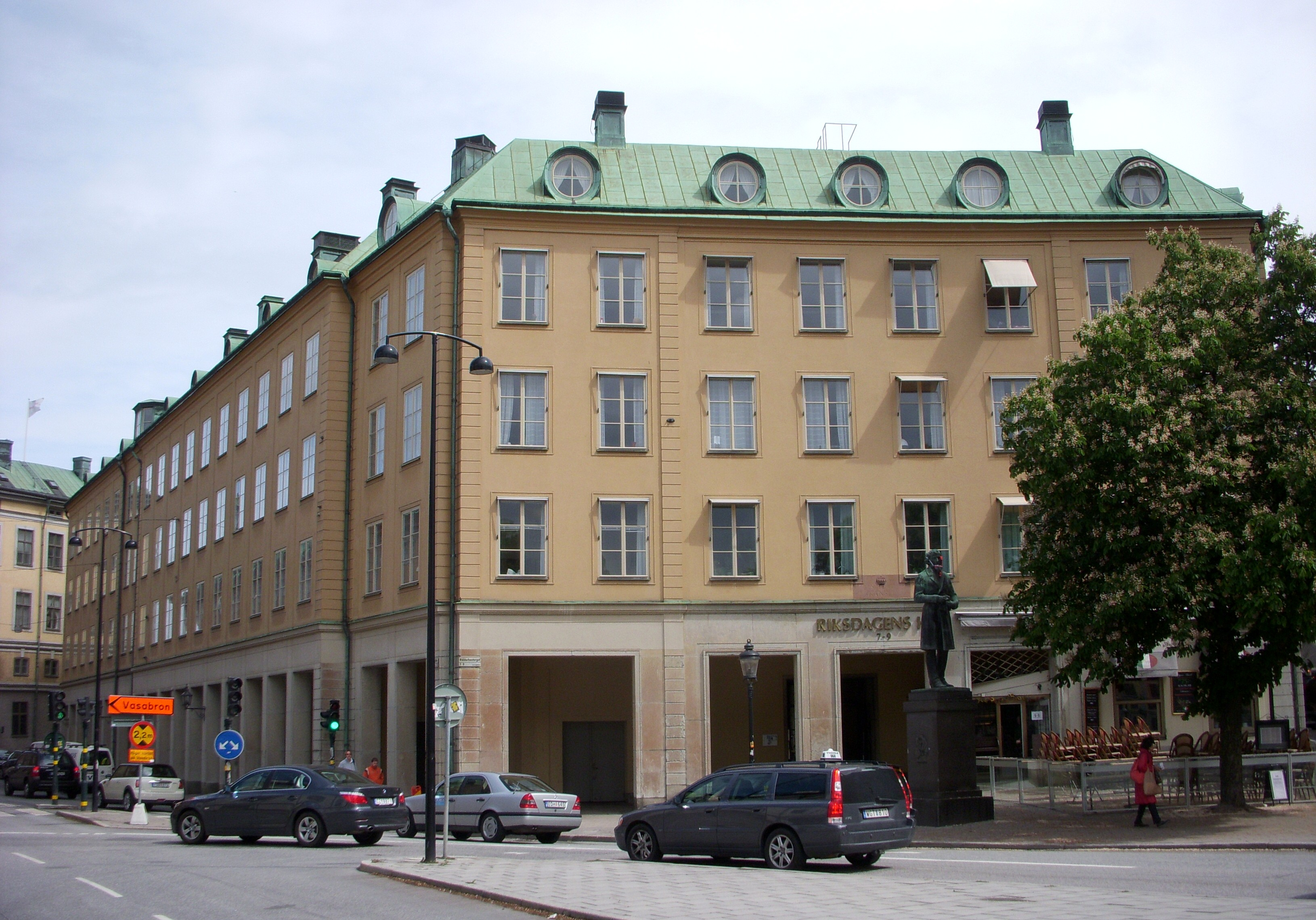
Fasaden mot Myntgatan/Riddarhustorget.
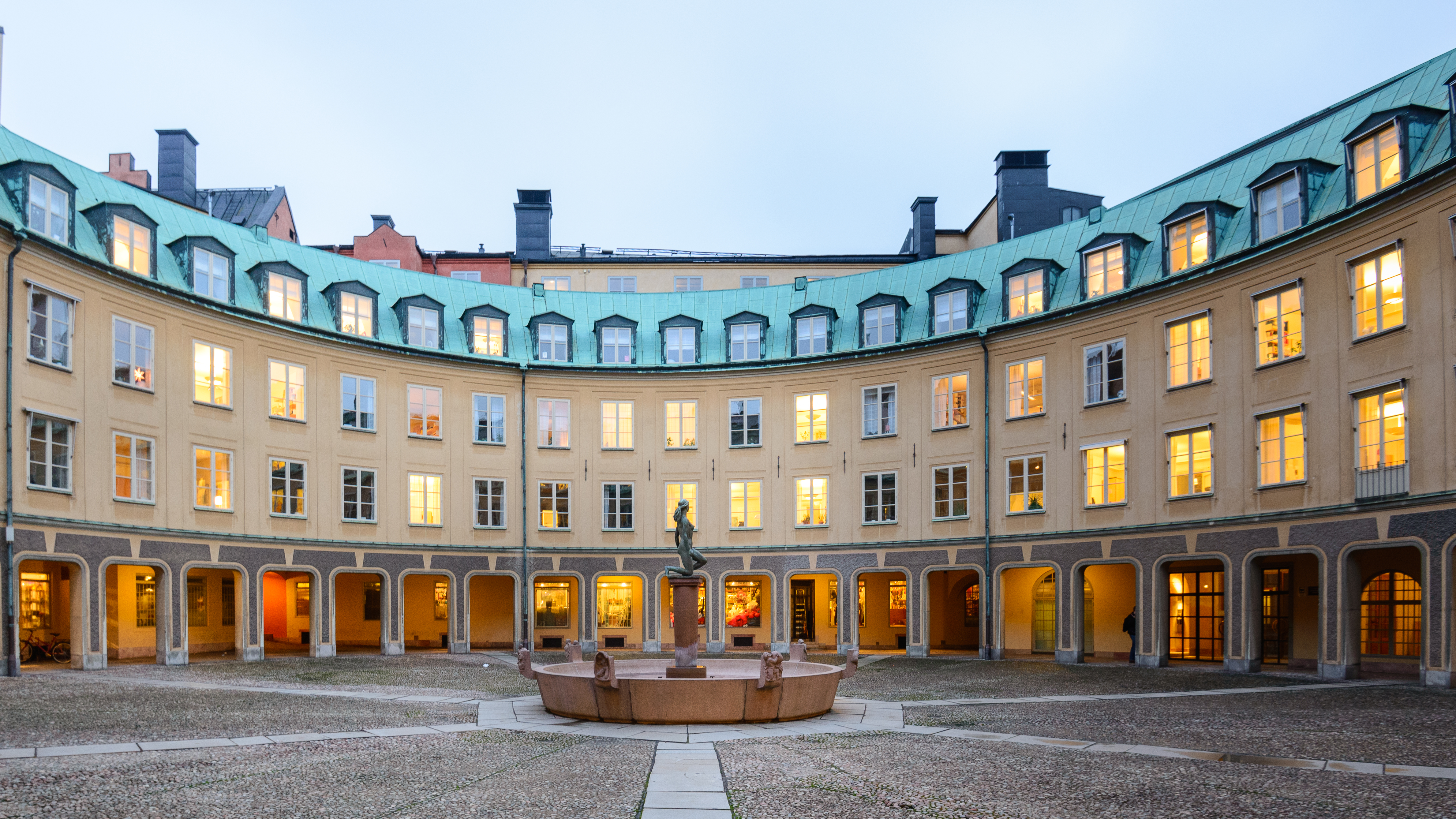
Innergården med skulpturen "Morgon".
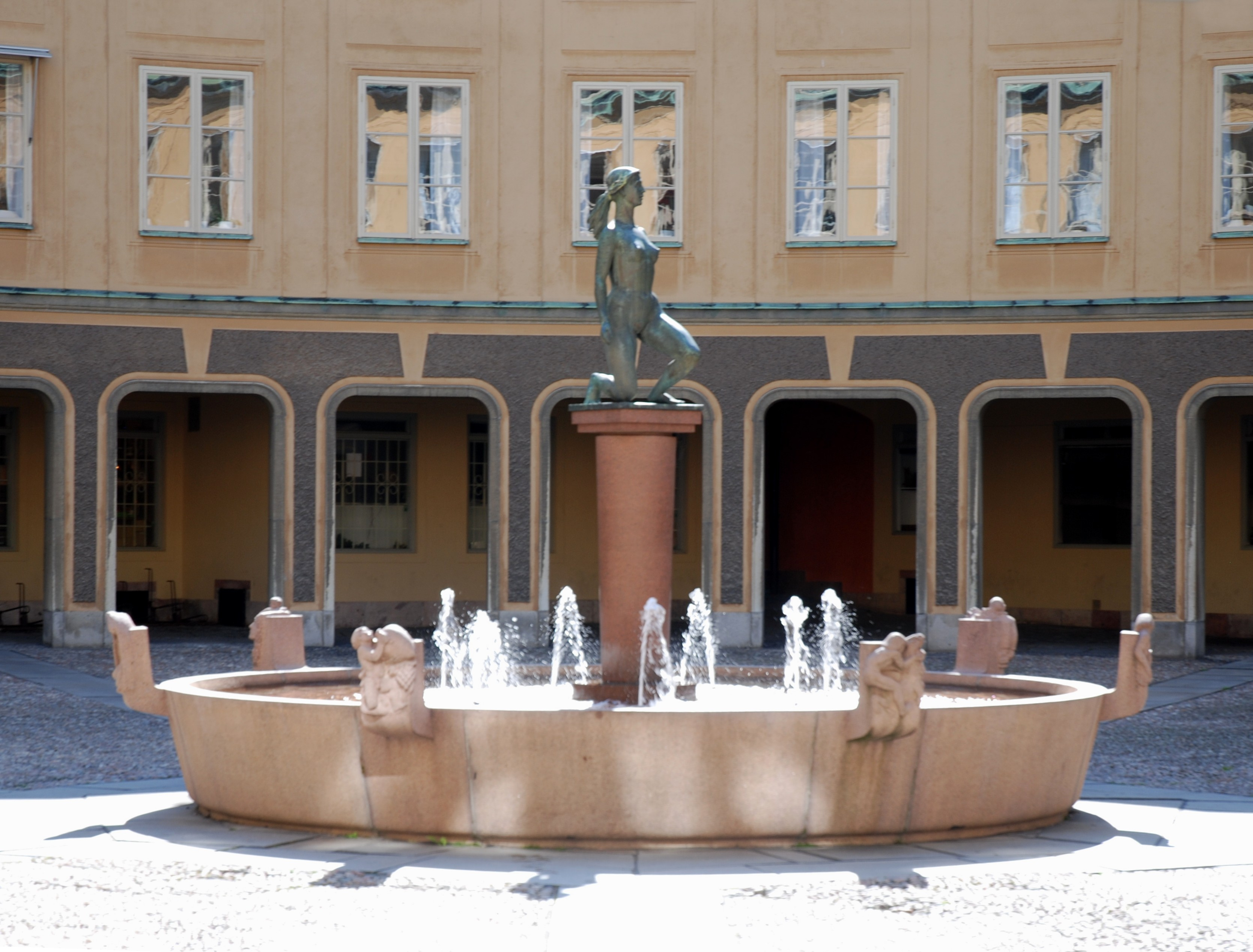
Morgon av Ivar Johnsson.
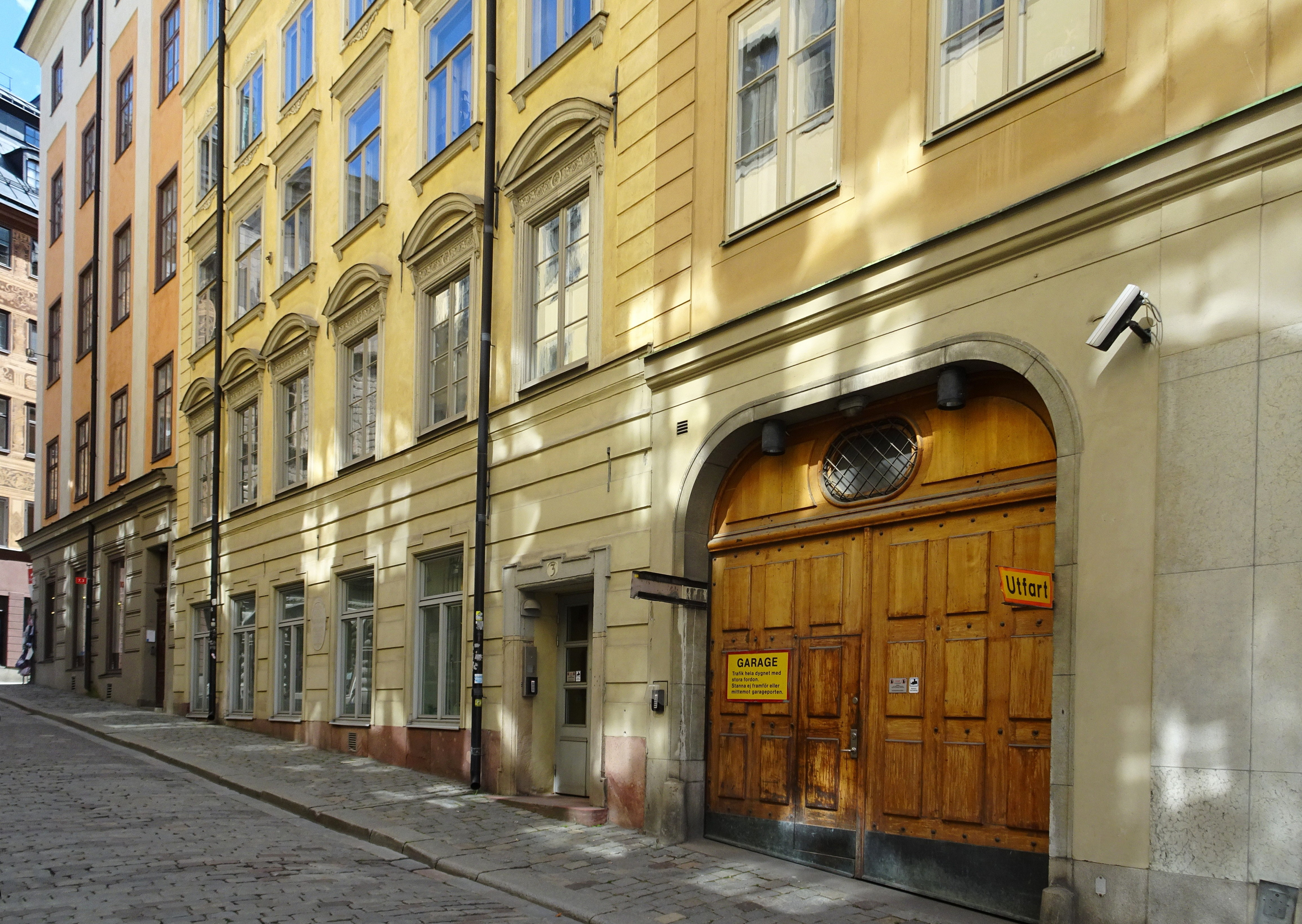
Fasad mot Salviigränd.